# Baranovo
Baranovo je přírodní rezervace v katastrálním území Kostiviarska, v Banské Bystrici v okrese Banská Bystrica v Banskobystrickém kraji na Slovensku. Území bylo vyhlášeno v roce 1993 a jeho rozloha je 15,83 hektaru. Předmětem ochrany jsou původní lesní společenstva s výskytem některých teplomilných druhů  na severní hranici jejich rozšíření.